# Křtěnov
Křtěnov (in tedesco Kretinau) è un comune della Repubblica Ceca facente parte del distretto di Blansko, in Moravia Meridionale.